# Spartak Joszkar-Oła
Spartak Joszkar-Oła (ros. Футбольный клуб «Спартак» Йошкар-Ола, Futbolnyj Kłub "Spartak" Joszkar-Oła) – rosyjski klub piłkarski z siedzibą w Joszkar-Ole.

## Historia
Chronologia nazw:
- ...—1961: Dinamo Joszkar-Oła (ros. «Динамо» Йошкар-Ола)
- 1962: Trud Joszkar-Oła (ros. «Труд» Йошкар-Ола)
- 1963—1974: Spartak Joszkar-Oła (ros. «Спартак» Йошкар-Ола)
- 1975—1998: Drużba Joszkar-Oła (ros. «Дружба» Йошкар-Ола)
- 1999—...: Spartak Joszkar-Oła (ros. «Спартак» Йошкар-Ола)

Piłkarska drużyna Trud została założona w 1962 w mieście Joszkar-Oła, chociaż już w 1938 w rozgrywkach Pucharu ZSRR miasto reprezentowała drużyna Dinamo Joszkar-Oła.
W tym że roku zespół debiutował w Klasie B, grupie 4 Mistrzostw ZSRR.
W 1963 po reformie systemu lig ZSRR klub okazał się w Drugiej Lidze, w której występował do 1989, z wyjątkiem 1968 i 1969, kiedy to prezentował miasto w Pierwszej Lidze.
W 1975 zespół zmienił nazwę na Drużba Joszkar-Oła.
W 1990 i 1991 występował w Drugiej Niższej Lidze.
W Mistrzostwach Rosji klub startował w Drugiej Lidze, w której występował dwa sezony, a następnie w 1994 występował w Drugiej Lidze, a od 1995 w Trzeciej Lidze.
W 1998 ponownie startował w Drugiej Dywizji, grupie Nadwołżańskiej, jednak nie utrzymał się w niej, i pod nazwą Spartak Joszkar-Oła sezon 1999 spędził w rozgrywkach amatorskich.
W latach 2000–2003 klub występował w Drugiej Dywizji, grupie Nadwołżańskiej.
Obecnie występuje w Amatorskiej Lidze.

## Sukcesy
- 6 miejsce w Drugiej Grupie A ZSRR:

1969
- 1/16 finału w Pucharze ZSRR:

1970
- 11 miejsce w Rosyjskiej Pierwszej Lidze, grupie Centralnej:

1992
- 1/64 finału w Pucharze Rosji:

1995

## Znani piłkarze
- / Aleksandr Filimonow